# Фатьяново (Галичский район)
Фатья́ново — деревня в Степановском сельском поселении Галичского района Костромской области России. 

## География
Деревня расположена недалеко от автодороги Судиславль — Солигалич Р100, на берегу реки Норнога.

## История
Согласно Спискам населенных мест Российской империи в 1872 году деревня относилась к 1 стану Галичского уезда Костромской губернии. В нём числилось 9 дворов, проживало 29 мужчин и 36 женщин.
Согласно переписи населения 1897 года в деревне проживало 67 человек (28 мужчин и 39 женщин).
Согласно Списку населенных мест Костромской губернии в 1907 году деревня относилась к Быковской волости Галичского уезда Костромской губернии. По сведениям волостного правления за 1907 год в нём числилось 12 крестьянских дворов и 73 жителя. Основным занятием жителей деревни, помимо земледелия, был малярный промысел.
До муниципальной реформы 2010 года деревня также входила в состав Степановского сельского поселения.